# Denni Conteh
Denni Aluseny Conteh (Kopenhagen, 14 augustus 1975) is een voormalig Deens voetballer van Sierra Leoonse afkomst die speelde als aanvaller. 
Conteh kwam in Nederland uit voor Sparta Rotterdam. Daarnaast speelde hij onder meer voor Odense BK, RC Strasbourg, FC Nordsjælland en Herfølge BK. Hij beëindigde zijn loopbaan in 2008 bij Slagelse B&I en stapte daarna het trainersvak in.